# Pyry Soiri
Pyry Soiri (født 22. september 1994 i Tammisaari) er en finsk fodboldspiller, der til daglig spiller i Esbjerg fB. Han har desuden spillet for Finland med debut i 2017.
- Wikimedia Commons har flere filer relateret til Pyry Soiri